# Вилоус (Калифорнија)
Вилоус (енгл. Willows) град је у америчкој савезној држави Калифорнија. По попису становништва из 2010. у њему је живело 6.166 становника.

## Демографија
Према попису становништва из 2010. у граду је живело 6.166 становника, што је 54 (0,9%) становника мање него 2000. године.
| Група             | 2000.         | 2010.         |
| Белци             | 3.795 (61,0%) | 3.559 (57,7%) |
| Афроамериканци    | 55 (0,9%)     | 78 (1,3%)     |
| Азијати           | 641 (10,3%)   | 312 (5,1%)    |
| Хиспаноамериканци | 1.446 (23,2%) | 2.020 (32,8%) |
| Укупно            | 6.220         | 6.166         |